# Dyspepsja
Dyspepsja (gr. przedr. δυσ- dys- „źle, z trudem”, πέπτειν peptein „trawić”; łac. dyspepsia), pot. niestrawność – występowanie w nadbrzuszu przewlekłego lub nawracającego bólu, który trwa przynajmniej przez 4 tygodnie. Ta definicja została przyjęta w 1999 roku w Rzymie i nosi nazwę kryteriów rzymskich II. Poprzednia definicja, według tak zwanych kryteriów rzymskich I, mówiła o występowaniu bólu w nadbrzuszu w linii pośrodkowej ciała, którym towarzyszy uczucie pełności w nadbrzuszu, wczesne wrażenie sytości, wzdęcia i/lub nudności, nie brała ona jednak pod uwagę długości trwania objawów.
Powyższe sformułowania odnoszą się do pojęcia dyspepsji w sposób encyklopedyczny, jednakże ten termin jest często używany (w tym przez lekarzy) do określania tak zwanych objawów dyspeptycznych, których cechą wspólną jest jedynie ich związek z nadbrzuszem.

## Objawy i rodzaje dyspepsji
- poposiłkowe uczucie pełności w nadbrzuszu
- odbijania
- nudności i wymioty
- uczucie wczesnej sytości
- brak łaknienia
- zgaga

Z uwagi na to, że powyższe objawy mogą być również objawem poważnej choroby przewodu pokarmowego, dyspepsję dzieli się na:
- dyspepsję w przebiegu chorób organicznych
  - choroba wrzodowa żołądka i dwunastnicy (15–25% przypadków występowania dyspepsji)
  - refluks żołądkowo-przełykowy i refluks dwunastniczo-żołądkowy (5–15% przypadków)
  - rak przełyku
  - rak żołądka (oba nowotwory razem stanowią mniej niż 2% przypadków)
- dyspepsję czynnościową (czyli występującą pomimo braku istotnej przyczyny, 60% przypadków)
  - nadwrażliwość trzewna
  - infekcja Helicobacter pylori (uwaga: sama infekcja, bez wywoływania objawów zapalenia błony śluzowej żołądka)
  - czynniki dietetyczne i leki
  - dym tytoniowy
  - czynniki psychosocjalne

## Trudności diagnostyczne
Jedyną pewną metodą pozwalającą na rozróżnienie powyższych schorzeń jest wykonanie gastroskopii. Jednak z uwagi na to, że dyspepsja jest częstą dolegliwością (dotyka do 25% populacji), przyjęto następujący sposób postępowania:
- próba leczenia bez diagnostyki (badanie dodatkowe wykonuje się dopiero w przypadku braku poprawy po leczeniu)
  - wiek poniżej 45 lat i brak poniższych objawów alarmujących:
    - przewlekłe wymioty
    - spadek masy ciała
    - dysfagia
    - objawy krwawienia z przewodu pokarmowego
    - niedokrwistość stwierdzona w badaniach
- pilna pełna diagnostyka wykluczająca dysfagię organiczną
  - osoby po 45. roku życia
  - obecność objawów alarmowych.

## Leczenie
W leczeniu niestrawności stosuje się kilka grup leków:
- leki zobojętniające
- leki prokinetyczne
- leki hamujące wydzielanie kwasu solnego
  - antagonisty receptora H2
  - inhibitory pompy protonowej (najwięcej badań klinicznych świadczy o skuteczności tej grupy)
    - omeprazol
    - pantoprazol
    - lanzoprazol.